# Brückenstraße (Eitorf)
Die Brückenstraße in Eitorf führt vom Markt zum nördlichen Siegufer in Kelters. Die Brückenstraße ist Teil der Landesstraße 86.

## Verlauf
Die Brückenstraße beginnt an der Schmidtgasse. Erster Abzweig ist die Goethestraße. Danach folgt die Kreuzung mit der Landesstraße 333, Hochstraße und Bahnhofstraße. Nach dem Abzweig der Schulgasse folgt der Bahnübergang über die Siegstrecke, hinter dem auch der unterirdisch verlaufende Eipbach überquert wird. Nach dem Abzweig der Straße Am Eichelkamp folgt letztlich die Brücke über die Sieg, bevor die Brückenstraße an der Kelterser Straße (L 87) endet.

## Geschichte
Die Brückenstraße trägt ihren Namen nicht davon, dass sie über die „Kelterser Brücke“ führt, sondern weil früher einige kleine Brücken vom Park des „Prinz Karl“ bis zum Park der Villa Gauhe über den damals offenen Eipbach führten.
In der Zeit des Nationalsozialismus wurde die Brückenstraße in „Adolf-Hitler-Straße“ umbenannt.

## Bauwerke
An der Brückenstraße befinden sich
- das denkmalgeschützte Haus Prinz Karl
- die Post
- die Grundschule Eitorf-Zentrum
- die Freiwillige Feuerwehr Eitorf
- die Hauptschule bzw. Sekundarschule
- der Sportplatz Eitorf, das Erwin-Müller-Stadion
- das Siegtal-Gymnasium

### Ehemalige Bauwerke
- Polizeiwache in der abgerissenen Villa Max Gauhe
- die Schützenburg, niedergelegt
- Zigarrenfabrik Phillipps, eine Filiale der Aachener Zigarrenfabrik, heute Wohnsiedlung
- Freibad, heute Hermann Weber Bad mit Zugang von Am Eichelkamp

## Bildgalerie

Die Brückenstraße vom Keltersberg 1908
Hotel Prinz Karl
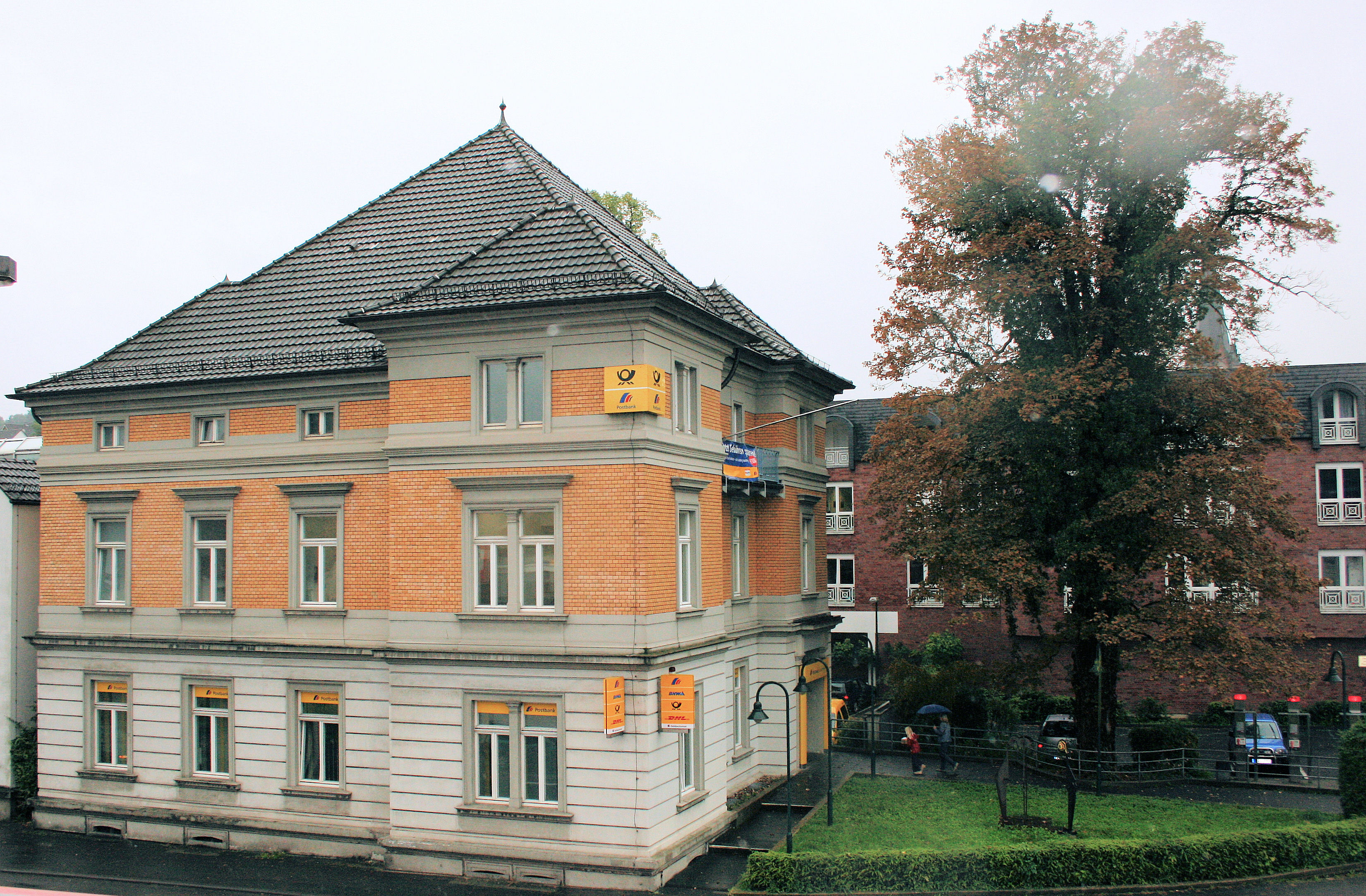
Die Post in der ehemaligen Villa Max Gauhe
Der ehemalige Kurpark mit der Schützenburg
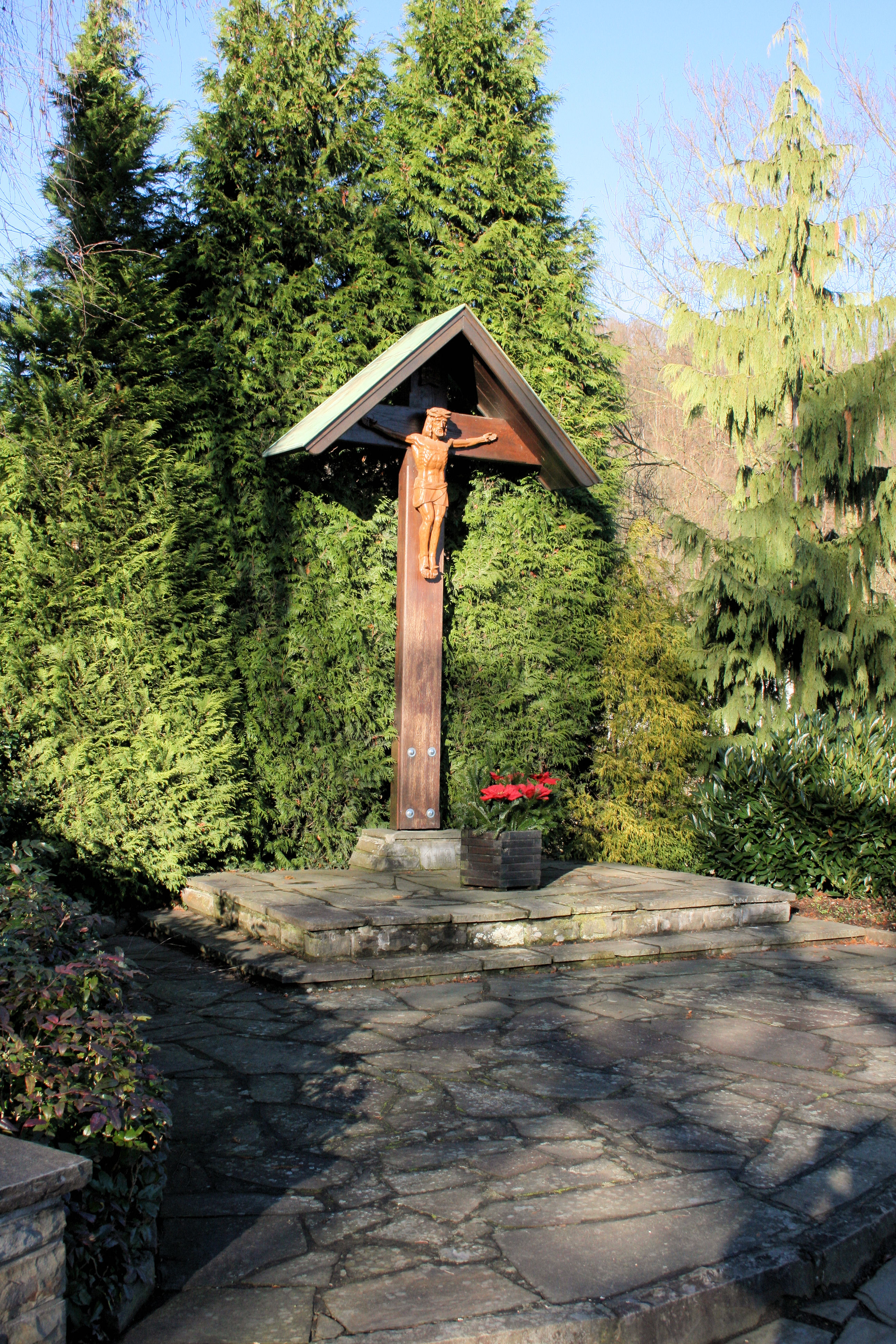
Das Prozessionskreuz vor der Brücke
Der Wagen mit Kaiser Wilhelm II. biegt vom Markt in der Brückenstraße ein